# Italienischer Militärfriedhof Warschau

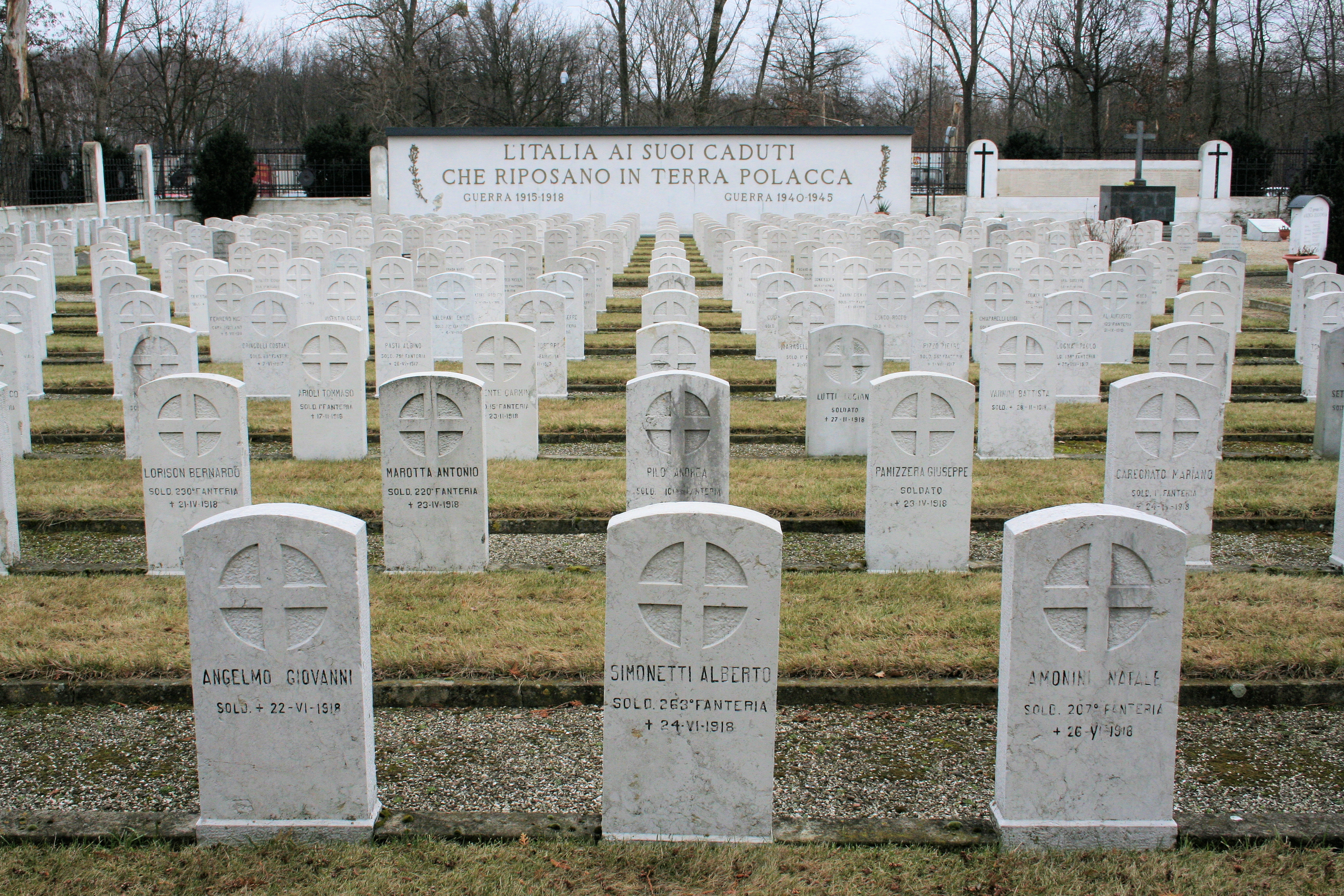
Italienischer Militärfriedhof Warschau

Italienischer Militärfriedhof Warschau (italienisch Cimitero militare italiano a Varsavia) befindet sich im Stadtteil Bielany an der Marymoncka-Straße 40 gegenüber der Wrzeciono-Siedlung. Er wurde 1926 errichtet und 1930 eingeweiht. Damals befand er sich außerhalb des Stadtgebietes, heute liegt er am Rande eines dicht bebauten Stadtteiles.
Auf einem Areal von 0,8 ha wurden 898 italienische Soldaten – Opfer beider Weltkriege – bestattet. Es waren Gefallene und Kriegsgefangene des Ersten und Zweiten Weltkriegs sowie Opfer der Konzentrationslager.
Der Friedhof wurde vom Technischen Büro des Hauptkommissariats für Militärfriedhöfe in Rom entworfen und auf Kosten des italienischen Staates errichtet. Aus Italien wurden die Grabsteine sowie Elemente der Umzäunung geliefert. Das Bauvorhaben wurde im Stil der Monumentalbauten der Mussolini-Ära erbaut. Die steinerne Ringmauer ist mit Lorbeerzweigen und Panoplien – Schildern der römischen Legionäre – geschmückt.
In der Mitte des Friedhofgeländes befindet sich die Gedenktafel zu Ehren italienischer Generäle – Opfer des Waffen-SS-Mordes vom 28. Januar 1945 in der Ortschaft Kuźnica Żelichowska (Powiat Czarnkowsko-Trzcianecki, Woiwodschaft Großpolen) (damals Selchowhammer).
Es waren Carlo Spatocco, Giuseppe Andreoli, Emanuele Balbo Bertone di Breme, Ugo Ferrero, Alberto Trionfi sowie Alessandro Vaccaneo.
Der Friedhof wurde 1970 gründlich renoviert. Das monumentale Tor aus Sandstein wurde durch geschmiedetes Gitter ersetzt. Der Friedhof wird von der italienischen Botschaft in Warschau verwaltet.
Der Militärfriedhof wurde auf einem quadratischen Grundstück errichtet. Auf dem Ende der Hauptachse befindet sich ein Altar mit Kreuz, sowie eine Tafel mit dem Namen der Ortschaften, wo die Toten ursprünglich begraben wurden. Seitlich befinden sich unterirdische Katakomben.
Ein weiterer italienischer Militärfriedhof befindet sich in Breslau.

## Literatur

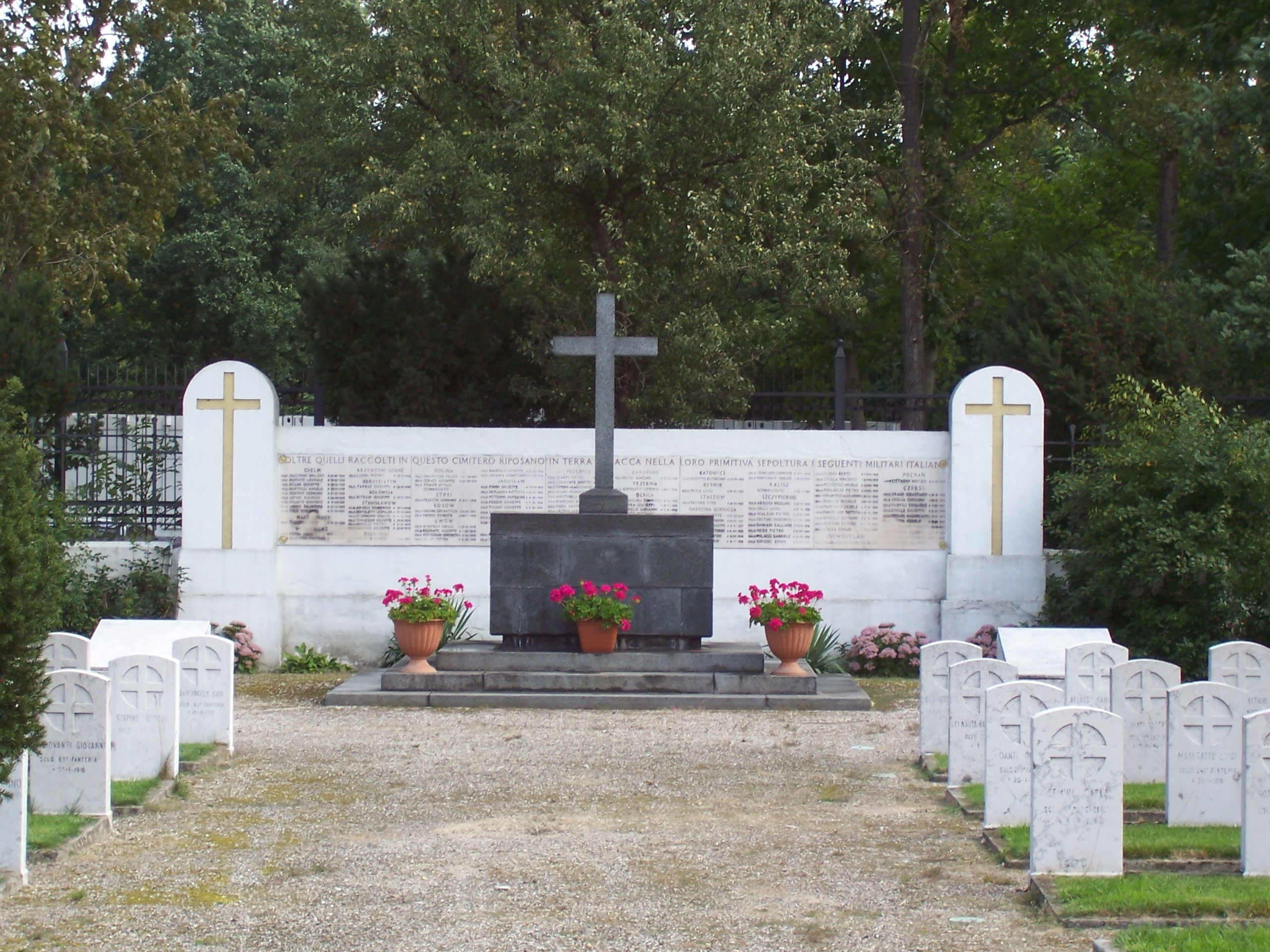
Altar und Tafel mit den Namen der Gefallenen 1939–1945
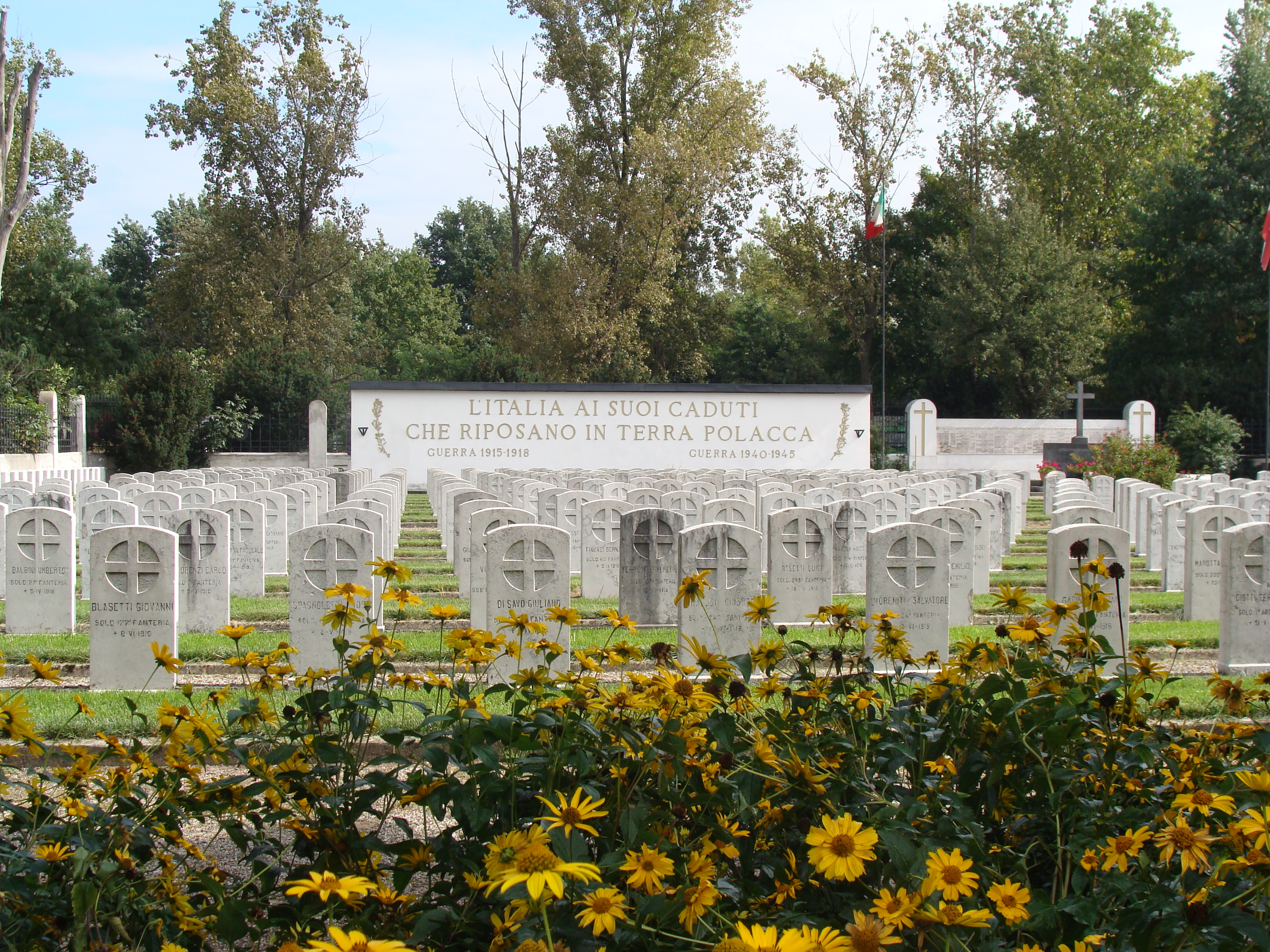
Soldatengräber 1914–1918
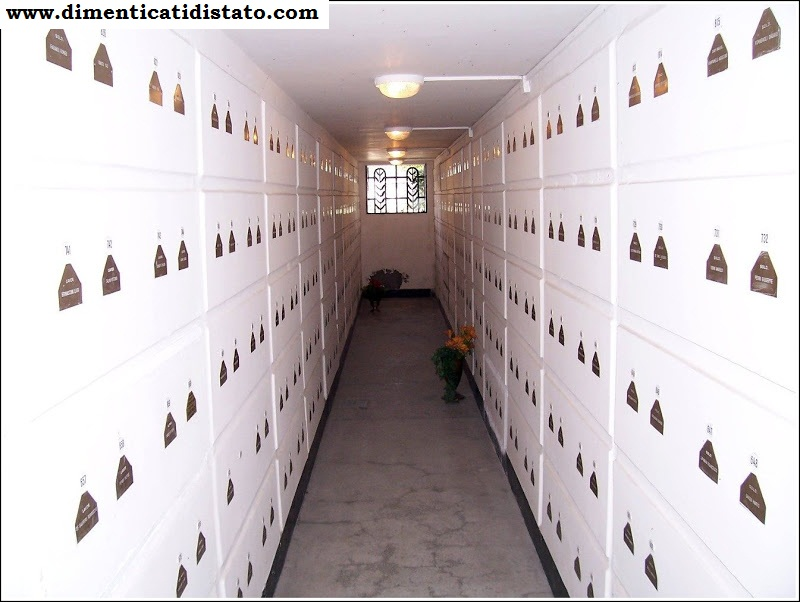
Katakomben
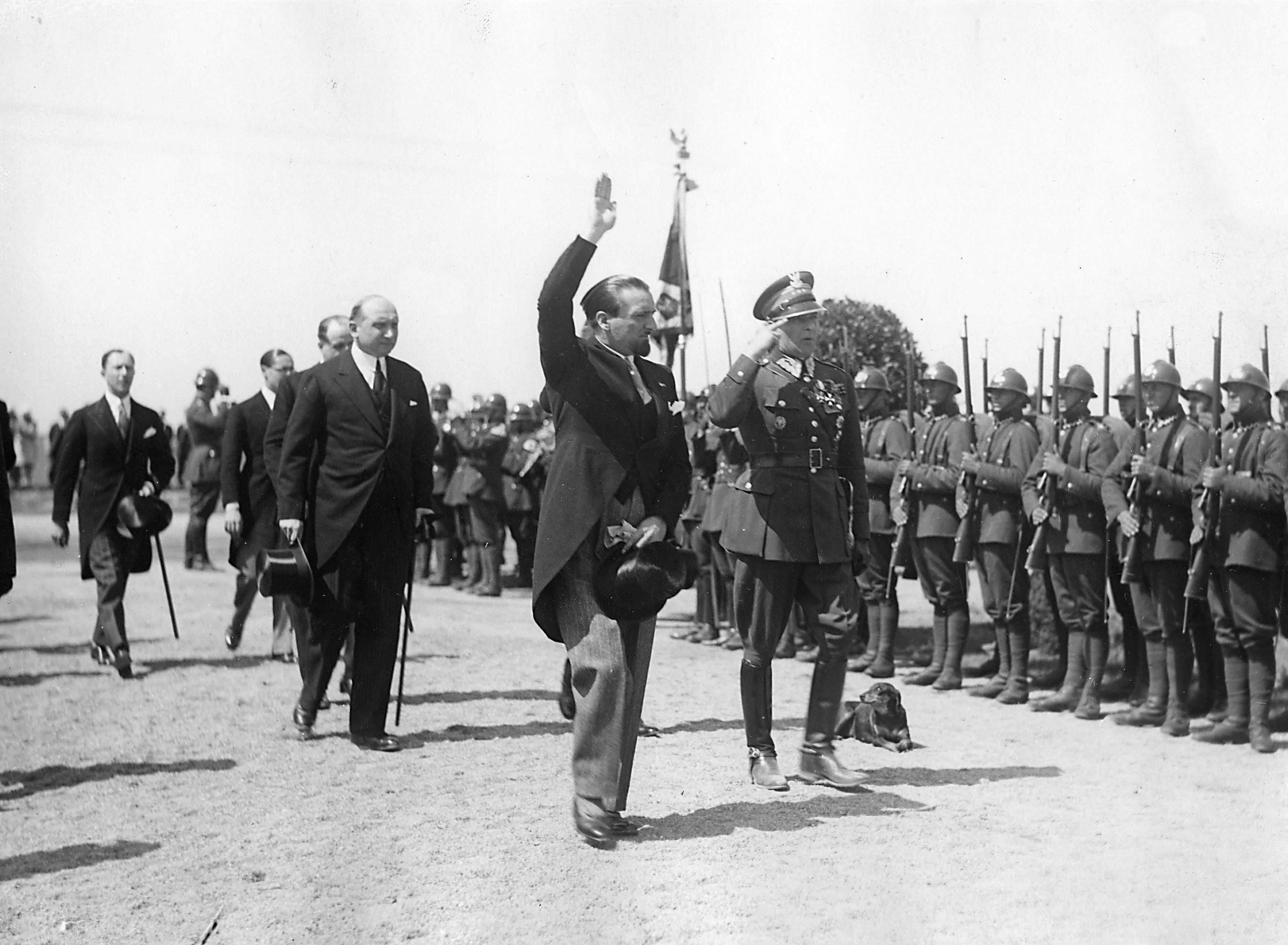
Einweihung des Friedhofs im Juni 1930